# Blueberry Boat
Blueberry Boat è il secondo album della band indie rock americana The Fiery Furnaces. È stato rilasciato il 13 luglio 2004, poco più di dieci mesi dopo il loro album di debutto, Gallowsbird's Bark. I Blueberry Boat hanno polarizzato i critici musicali grazie alle sue lunghe e complesse canzoni e ai testi esoterici.
Più di venti diversi strumenti sono stati utilizzati nella creazione di questo album, incluso il sitar, che è stato sostituito per la chitarra in alcune canzoni. Tastiere, chitarre e batteria sono gli strumenti principali utilizzati. Come per tutte le versioni di Fiery Furnaces, Eleanor Friedberger fornisce la maggior parte della voce, con il fratello Matt che ha aggiunto alcune canzoni. Matt è considerato il principale strumentista della band, mentre entrambi i Friedberger condividono mansioni liriche. L'album è strutturalmente più complesso del debutto della band, Gallowsbird's Bark, e la maggior parte delle canzoni ha movimenti distinti che sembrano più canzoni combinate.
La canzone Straight Street fa riferimento alla biblica street straight di Damasco. 1917 presenta riferimenti alle World Series del 1917, la serie più recente che i Chicago White Sox avevano vinto nel momento in cui questo album fu pubblicato.
Scrivendo per The Guardian, Dave Pleschek ha trovato i testi e le strutture musicali di Blueberry Boat eccessivamente "ottusi" e ha dichiarato che i Friedberger "proveranno qualsiasi cosa ma non sanno quando fermarsi", definendo l'album "una delusione schifosa". Robert Christgau di The Village Voice ha dato all'album una valutazione "dud", indicando "un brutto disco i cui dettagli raramente meritano ulteriori riflessioni." L'NME ha definito l'album come "incredibilmente inascoltabile."
Pitchfork ha inserito Blueberry Boat al numero 145 nella sua lista dei 200 migliori album degli anni 2000.

## Tracce
1. Quay Cur – 10:25
2. Straight Street – 5:00
3. Blueberry Boat – 9:09
4. Chris Michaels – 7:53
5. Paw Paw Tree – 4:39
6. My Dog Was Lost But Now He's Found – 3:29
7. Mason City – 8:14
8. Chief Inspector Blancheflower – 8:58
9. Spaniolated – 3:21
10. 1917 – 4:52
11. Birdie Brain – 3:05
12. Turning Round – 2:13
13. Wolf Notes – 4:51